# 더 홈

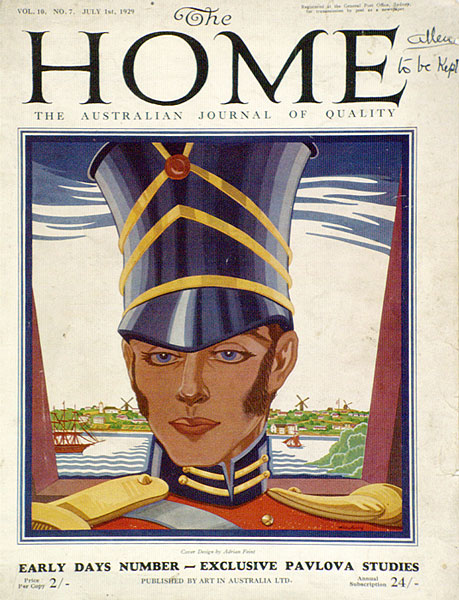
1929년 7월호 표지

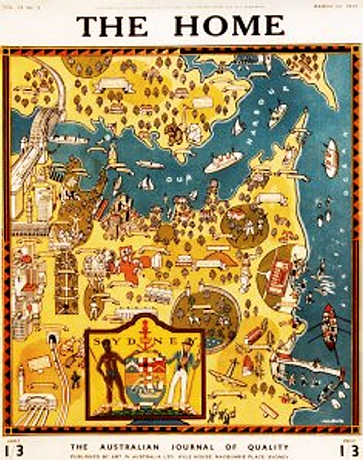
1932년 3월호 표지

더 홈(The Home)은 1920년부터 1942년 사이에 뉴사우스웨일즈주 시드니에서 발행된 고품질 오스트레일리아 잡지였다. 분기별로 발행되던 이 잡지는 1924년 7월/8월부터 1926년까지 2개월마다 발행되었다. 그 후 1942년 9월에 발행이 중단될 때까지 월간으로 발행되었다.